# Uniwersytet Poszukiwań Teatru Narodów
Uniwersytet Poszukiwań Teatru Narodów był imprezą towarzyszącą Festiwalowi Teatru Narodów w Warszawie w 1975 r., organizowanego pod auspicjami Międzynarodowego Instytutu Teatralnego (ITI). Wydarzenie to odbyło się we Wrocławiu w dniach 14 czerwca – 7 lipca 1975 z inicjatywy i pod kierownictwem Jerzego Grotowskiego przy współpracy Eugenia Barby. Było to ogromne przedsięwzięcie, porównywane niekiedy do festiwalu Woodstock.

## Przebieg
Uniwersytet był połączeniem teatru eksperymentalnego i awangardowego, spotkań z jego twórcami oraz szeregu działań o charakterze otwartych staży parateatralnych. Stanowił przede wszystkim kulminację parateatru, przygotowaną na dużą skalę próbą poszerzenia jego doświadczeń dla osób spoza zespołu wykonawców.
Ważnymi wydarzeniami były spotkania z wyjątkowymi i wybitnymi eksperymentatorami teatralnymi. Szczególnie uhonorowany (m.in. uroczysty przejazd ulicami miasta otwartym samochodem) został Jean-Louis Barrault, który w czasie spotkania w Teatrze Polskim we Wrocławiu zaprezentował pantomimiczną etiudę oswajania dzikiego rumaka.
W programie znalazły się także przedstawienia teatralne: Apocalypsis cum figuris Teatru Laboratorium, Pasje dramatyczne II Tadashiego Suzukiego. Można było skorzystać z konsultacji medycznych udzielanych przez psychiatrę Kazimierza Dąbrowskiego, a także lekarza i dietetyka Jana Kwaśniewskiego.
Spotkania z publicznością mieli także Peter Brook, Eugenio Barba, Joseph Chaikin, André Gregory, Luca Ronconi, Jean-Louis Barrault. Brook, Barba i Gregory przeprowadzili też warsztaty dla wybranych uczestników Uniwersytetu.
Specjalny program został przygotowany przez Odin Teatret, obejmował warsztaty, etiudy, próby otwarte, projekcje filmów, wykłady oraz pokazy spektaklu Księga tańców. Prace warsztatowe prowadziła także szwedzka grupa Daidalos.
Doświadczenie Wrocławskiego Uniwersytetu posłużyło podczas organizowanego parę miesięcy później „Uniwersytetu Poszukiwań II” (22 września – 25 listopada 1975) podczas Biennale di Venezia.

## Staże
Najwięcej miejsca w programie zajmowały staże i działania robocze prowadzone przez pracowników Teatru Laboratorium, zarówno dla większych grup zainteresowanych (tzw. „Laboratorium Ogólne” i Ule), jak i dla wąskiego i wyspecjalizowanego grona uczestników.
Ule to ogólna nazwa otwartych działań parateatralnych odbywających się w trakcie Uniwersytetu Poszukiwań Teatru Narodów. Różniły się charakterem i przebiegiem, a łączyły je otwartość dostępu, brak wymagań wstępnych. Były z założenia działaniami improwizowanymi, otwartymi na kreatywność uczestników i zależały od ich inicjatywy. Te działania prowadzone były dla wszystkich. Liczba biorących w nich udział uczestników z zewnątrz wahała się od 3 do 220 (łącznie 1842 osoby). Te wszystkie działania były najodważniejszą z prób podjętych przez Grotowskiego do zastosowania metod parateatru w odniesieniu do ludzi „z ulicy”. Próby te po czasie oceniono dość krytycznie ze względu na uruchamiany w trakcie Uli szereg schematycznych zachowań i reakcji emocjonalnych, wpływ na to miał brak kompetencji aktorskich oraz poddawanie się niekontrolowanym emocjom. Doświadczenie pracy w takim charakterze członkowie zespołu wykorzystali w późniejszych działaniach z zakresu kultury czynnej (Nocne czuwanie, Przedsięwzięcie Góra czy Drzewo Ludzi).
O wiele większe efekty przyniosły działania specjalistyczne. Zygmunt Molik prowadził Acting Therapy, który służył jako pomoc dla aktorów, później także dla pedagogów i ludzi innych zawodów, wymagających np. posługiwania się aparatem głosowym; pomagał w usuwaniu blokad głosu, ale także i blokad ciała, oddechu i energii. Kolejne staże prowadzili: Ludwik Flaszen Medytacje na głos, spotkania podczas których uczestnicy przechodzili specyficzną próbę możliwości w zakresie ujawnienia jedności słowa prawdy o sobie i swego wewnętrznego, prawdziwego głosu; Zbigniew Cynkutis i Rena Mirecka Zdarzenia, celem jego było poszukiwanie zdarzenia w trakcie jego stawania się; Stanisław Scierski Spotkania warsztatowe/Spotkania Robocze, gdzie trening fizyczny stanowił wstępną część warsztatów; Teo Spychalski Twoja pieśń, Włodzimierz Staniewski Działania nocne oraz Special Project pod kierunkiem Ryszarda Cieślaka. Właśnie te działania dały początek i otworzyły sfery zainteresowań poszczególnych członków zespołu.

## Otwarty Uniwersytet Poszukiwań
Otwarty Uniwersytet Poszukiwań (OUP) to współczesna propozycja regularnych spotkań o charakterze wykładów i warsztatów zainicjowana w 2010 roku przez prof. Dariusza Kosińskiego w Instytucie im. Jerzego Grotowskiego we Wrocławiu. Spotkania adresowane są do wszystkich zainteresowanych poruszaną w ich trakcie tematyką, a w sposób szczególny do studentów uczelni wyższych Wrocławia i innych polskich ośrodków akademickich. W założeniu Otwarty Uniwersytet Poszukiwań składa się z kilku funkcjonujących równolegle programów: kursu wiodącego, semestru autorskiego i wykładów mistrzowskich. Także sposób uczestnictwa w poszczególnych kursach i wydarzeniach może być różnorodny, zależnie od potrzeb i możliwości zainteresowanych osób.